# اسکندر مصطفی‌اف
اسکندر مصطفی‌اف (روسی: Эскендер Аметович Мустафаев؛ زادهٔ ۱۷ ژوئیهٔ ۱۹۸۱) ورزشکار ورزش شنا اهل اوکراین است.
وی در مسابقات کشوری و بین‌المللی در مجموع برندهٔ ۴ مدال طلا، ۲ مدال نقره، ۱ مدال برنز شده‌است.